# The Murder Junkies
I Murder Junkies sono un gruppo hardcore punk statunitense, famoso per avere avuto come cantante GG Allin.

## Storia
La band venne formata nel 1991 da Merle Allin (fratello di GG) al basso, Chicken John Rinaldi alla chitarra e Dino Sexx, anche noto come "Dino, the Naked Drummer", alla batteria. In seguito Rinaldi lasciò il gruppo e venne sostituito prima da Dee Dee Ramone per una settimana, poi dal chitarrista William Weber.
Poco dopo si unì al gruppo GG Allin nel ruolo di cantante; più tardi, nell'aprile del 1993 i Murder Junkies pubblicarono il loro primo album, intitolato Brutality and Bloodshed for All con l'etichetta Alive Records.
In quello stesso mese GG e la band decisero di intraprendere un tour, "Terror in America", poi pubblicato in DVD nel 2006. Il tour si concluse il 18 maggio 1993. Il seguente 28 giugno GG Allin morì per overdose, ma la band decise di continuare, quindi ingaggiarono un nuovo cantante, Jeff Clayton degli ANTiSEEN, ma il gruppo lo sostituì poiché era troppo impegnato con l'altra sua band e quindi non era permanente con i Junkies.. Allora fu ingaggiato Mike Denied, con cui nel 1995 pubblicarono il loro secondo album, Feed My Sleaze. Nello stesso anno la band registrò un singolo, The Right to Remain Violent, e un anno dopo l'LP The Sons and Daughters of This Savage Land.
In séguito, a causa dell'arresto di Denied e dei frequenti cambi di formazione, la band nel 1999 si sciolse per poi riunirsi nell'estate del 2003 durante la commemorazione del decimo anniversario della morte di GG Allin. Nel 2005 i Murder Junkies intrapresero un tour in Europa, "European Invasion 2005", pubblicato in DVD un anno dopo, rimanendo nel ventunesimo secolo in attività.

## Formazione

### Formazione attuale
- P.P. Duvee - voce
- Scotty Wood - chitarra e voce
- Merle Allin - basso e voce
- Dino Sexx - batteria

### Ex componenti
- GG Allin - voce
- Mike Denied - voce
- Sonny Harlan - voce
- Jeff Clayton - voce
- William Weber - chitarra
- Chicken John Rinaldi - chitarra
- Dee Dee Ramone - chitarra
- Donald Saches - batteria

## Discografia

### Album

#### Album in studio
- 1993 - Brutality and Bloodshed for All
- 1995 - Feed My Sleaze

#### Singoli
- 1993 - Kill Thy Father, Rape Thy Mother b/w Take Aim And Fire
- 1995 - The Right To Remain Violent

#### LP
- 1996 - The Sons and Daughters of This Savage Land

### Apparizioni in compilation
- Faster & Louder: Hardcore Punk, Vol. 2

## Videografia

### DVD
- 2006 - European Invasion 2005
- 2006 - Terror in America